# Athena (film, 2022)
Pour les articles homonymes, voir Athena (homonymie).
Pour plus de détails, voir Fiche technique et Distribution.
Athena est un film français réalisé par Romain Gavras, sorti en 2022 sur Netflix.

## Synopsis
Petit fils de tirailleur algérien, Abdel est un jeune lieutenant de l'armée française, engagé en OPEX au Mali. Il rentre en urgence à cause de la mort de son plus jeune frère, Idir. Celui-ci est apparemment décédé des suites d’une bavure policière.
Abdel retrouve sa famille déchirée entre le désir de vengeance de son frère cadet, Karim, et le business en péril de l'aîné, le dealer Moktar. Tout d'abord, Abdel et son avocat essayent de calmer les tensions. Ils indiquent que l'IGPN enquête pour identifier les policiers impliqués. Cependant, les jeunes mobilisés par Karim interrompent la conférence de presse. Ils attaquent et pillent le commissariat local, dont ils emportent l'armoire forte sans parvenir à l'ouvrir, avant de se replier dans leur cité, Athena. Progressivement, elle plonge dans le chaos. De minute en minute, on la voit se transformer en forteresse. Les familles évacuent. La cité devient le théâtre d’une tragédie familiale et collective dans une ambiance tendue. Les CRS se déploient, mais leur première intervention échoue devant la détermination des émeutiers.
BFM annonce que l'enquête sur la mort d'Idir semble innocenter la police. Elle s'oriente vers la piste d'une agression raciste commise par des membres non identifiés de l'extrême droite. La nouvelle se diffuse parmi les jeunes mais Karim refuse d'y croire et remobilise ses troupes.
La nuit venue, afin d'obtenir les noms des assassins d'Idir, Karim prend en otage Jérôme, un jeune CRS. Dans une vidéo, il menace de le tuer. Alors que le négociateur veut faire intervenir le RAID, Abdel part seul chercher le CRS et le retrouve auprès de Karim, fou de chagrin. Abdel ne parvient pas à raisonner son petit frère, et la situation dégénère. Après une course poursuite, Abdel et Jérôme parviennent à se réfugier dans le bar à chicha, où Moktar et ses hommes se sont barricadés. Pressé de les exfiltrer, Moktar fait intervenir ses contacts de la BAC. Karim exige d'Abdel que celui-ci lui rende l’otage. Pour l'obliger à ouvrir le rideau métallique, il menace d’y jeter un cocktail Molotov, mais la BAC survient, et il se retourne contre elle. Abattu d'un coup de pistolet, il tombe, aussitôt enflammé par son cocktail Molotov. Abdel se rue alors à son secours, mais il est trop tard. Fou de rage, il tabasse à mort Moktar, dont les hommes de main déposent les armes et s'enfuient. Abdel prend la suite de Karim à la tête des jeunes de la cité pour exiger les noms des meurtriers d'Idir.
Un reportage télévisé indique que la situation dégénère en guerre civile partout en France. Sur l'ordre d'Abdel, Sébastien, un revenant de Syrie fiché S pour s'être battu aux côtés de Daesh, parvient à ouvrir l'armoire forte du commissariat. Il en distribue les armes et piège l'immeuble avec des bonbonnes de gaz. Le négociateur du RAID rappelle Abdel. Il maintient que les policiers sont innocents de la mort d'Idir. Abdel n'y croit plus, et la tension est à son comble. Finalement, le RAID lance son intervention. Après plusieurs rebondissements, les émeutiers emmènent Jérôme et se rendent. Abdel, prostré, reste dans l’immeuble, où progresse une colonne d'assaut. Avant que celle-ci n'arrive à leur étage, Sébastien fait sauter son installation.
La fin du film révèle qu'un petit groupe d’extrême droite a effectivement mis en scène la fausse bavure policière, qui a coûté la vie à Idir.

## Fiche technique
Sauf indication contraire, les informations mentionnées dans cette section peuvent être confirmées par la base de données cinématographiques IMDb,  présente dans la section « Liens externes ».
- Titre original : Athena
- Réalisation : Romain Gavras
- Scénario : Romain Gavras, Ladj Ly et Elias Belkeddar
- Musique : Surkin
- Photographie : Matias Boucard
- Décors : Arnaud Roth
- Costumes : Noemie Veissier
- Coordinateur des cascades : Jérôme Gaspard
- Directeur de production : Bruno Vatin
- Montage : Benjamin Weill
- Production : Ladj Ly
- Sociétés de production : Iconoclast, Netflix France et Lyly Films
- Sociétés de distribution : Netflix
- Budget : 16 000 000 €
- Pays de production :  France
- Langue originale : français
- Format : couleur
- Genre : drame, policier, thriller
- Durée : 99 minutes
- Dates de sortie : 23 septembre 2022 sur Netflix[1]
- Classification :
  - France : interdit aux moins de 16 ans et décrit comme "violent" par Netflix[2]

## Distribution
- Dali Benssalah : Abdel, second de la fratrie
- Sami Slimane : Karim, cadet de la fratrie depuis la mort d'Idir
- Anthony Bajon : Jérôme
- Ouassini Embarek : Moktar, aîné de la fratrie
- Alexis Manenti : Sébastien
- Birane Ba : le négociateur
- Karim Lasmi : Imam
- Iless Hachi : Rachid
- Younès Benbakki : Ouss
- Meriam Sbia : Amina
- Armindo Alves de Sa : Fifou
- Hamidine Sy : Mams
- Sergès Tsatou : Serge
- Sophie-Marie Larrouy : Nourisse
- Yassine Bouzrou : l’avocat (dans son propre rôle)
- Ladj Ly : le voisin énervé

## Production

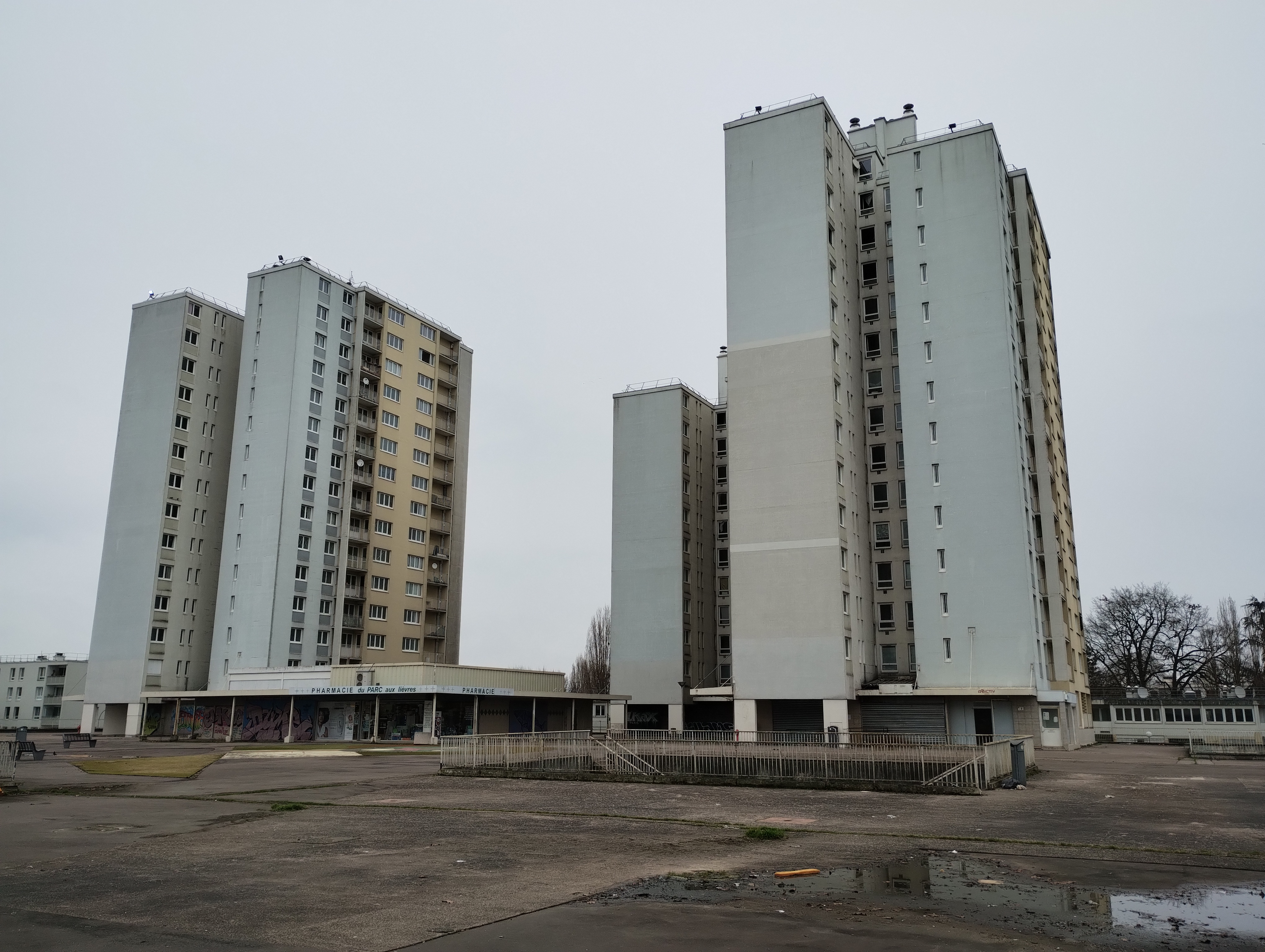
Le Parc aux Lièvres.

En juillet 2021, il est annoncé que le prochain film de Romain Gavras sera diffusé sur Netflix. Le titre provisoire est alors Guerre. Le tournage a lieu à l'été 2021, principalement dans le quartier du Parc aux Lièvres à Évry-Courcouronnes. Il s'achève fin septembre après deux mois de prises de vue.
La recherche du lieu a été faite un an avant le début du tournage. Il fallait un lieu pas ou peu habité afin de ne pas déranger la population et qu'elle ne soit pas dérangé. Ayant été vidé de ses habitants pour des travaux de rénovation prévu pour début 2023, le quartier du Parc aux lièvres était le lieu idéal.
Pour que le lieu corresponde à l'ambiance du film souhaitée, quelques modifications ont été faites :
- retirer les fleurs et arbustes ;
- recouvrir les graffitis réalisés par des artistes par des graffitis plus simples et communs ;
- créer un mur de 300 mètres linéaires sur 3 m de hauteur pour fermer la cité ;
- créer un escalier.

L'escalier était si bien réalisé que les gens se sont plaints lorsque l'escalier a été retiré à la fin du tournage.
Le quartier a été investi par l'équipe de tournage quatre à cinq mois, 80 personnes ayant été requises pour les décors : peintres, constructeurs, accessoiristes, etc. Il était important pour le réalisateur d'être en bons termes avec les habitants et de créer une connexion avec eux. Les habitants ont pu participer au tournage comme figurants.

## Accueil

### Accueil critique
L'accueil critique du film est correct, avec une moyenne de 2,9/5 selon Allociné; les principaux grands titres de presse se montrent très critiques, principalement à cause de la polémique engendrée par le film.
Les notes des spectateurs sont plus sévères, avec une moyenne de 2,7/5.

#### Critiques positives
Adam Sanchez, dans GQ, déclare : « Dire qu’Athena est une prouesse relève de l’euphémisme. C’est un film comme on en voit peu dans une vie de spectateur, qui ne s’interdit rien et prend tous les sujets qu’il aborde à bras-le-corps. Dès l’ouverture dans un plan-séquence d’une dizaine de minutes qui enchaîne les mouvements de caméra impressionnants, le ton est donné. ». La revue donne la note de 5/5 au film.
Selon Le Parisien, « le réalisateur signe un film épique, à la mise en scène flamboyante, conçu comme une tragédie grecque ».
Pour Cinema Teaser, Emmanuelle Spadacenta considère que le film est un « Choc esthétique et politique – le film finit sur un propos très actuel –, ATHENA s’impose comme l’un des meilleurs films français du XXIe siècle. » et lui donne la note de 5/5.
Gaël Golhen dans Première note un « film de banlieue » « chaotique et ambigu », qui « est peut-être, au fond, à l’image d’un pays au bord du gouffre ».
Stéphanie Belpech, dans Le Journal du dimanche, au contraire, considère que ce que Golhen perçoit comme chaotique et ambigu est en réalité une succession de « plans-séquences virtuoses pour restituer le chaos avec une puissance et une fureur rares ».
François Schockweiller, pour Pragma Média, analyse le traitement de la violence « un scénario dans lequel l’extrême droite obtient l’étape préliminaire à son projet. Les colères ne sont pas condamnées mais la violence l’est à partir d’une fiction déroulant son instrumentalisation et ses conséquences ».

#### Critiques négatives
Au contraire, Lucile Commeaux de France Culture estime que ce film est « malhonnête et mauvais, dans tous les sens du terme », un « gros clip sorti sur plateforme qui esthétise les suites d’une prétendue bavure policière », avec une « structure hyper-artificielle [qui] maintient difficilement l’intérêt ». « Signe d’une profonde inconséquence politique », « on nous montre vite que la pointe avancée de la révolte sociale, c’est l’islamisme radical, incarné par un fou de Dieu revenu de Syrie ».
Dans Le Monde, Jacques Mandelbaum trouve que « Trop de violence y est mis au service de la seule ivresse spectaculaire. Trop de questions y sont laissées sans réponse. Trop de contours à l’emporte-pièce y définissent les caractères ».
Dans Libération, Sandra Onana, qui dénonce un « déluge de violence stylisée » et des « personnages inexistants », juge que « Romain Gavras assomme le spectateur avec une désinvolture politique qui force l’irrespect ».
Théo Ribeton dans Les Inrocks décrit un « faux brûlot d’un vrai fétichiste de violences urbaines » avec « beaucoup de crânerie dans cette esthétisation complaisante de “la banlieue qui s’embrase” », concluant « Si Gavras revendique de se placer sous l’égide de la tragédie antique (rien que ça), il a en réalité plus à voir avec l’imagerie des pubs de paris en ligne qu’avec une quelconque tradition dramatique d’ancienne noblesse ».
Dans Le Point, Jean-Luc Wachthausen se demande « Est-ce encore de la fiction lorsqu'on restitue une réalité quotidienne aussi crue, devenue familière pour des millions de Français ? » et estime que le film « s'enferme dans cette ambiguïté inhérente au film politique qui se retourne contre son auteur engagé sur un terrain glissant et qui n'a rien à nous dire. Il ne reste plus alors qu'une explosion d'images, de fumigènes et d'effets spéciaux dépourvus de sens ».
Pour Télérama, « Si Athena s’était terminé sur la dernière image du phénoménal plan-séquence qui ouvre le film, on aurait crié au chef-d’œuvre. Le problème est que les quatre-vingt-dix minutes qui suivent ce tour de force technique, si impressionnantes dans la forme soient-elles, se révèlent particulièrement embarrassantes sur le fond ».
Dans L'Humanité, Cyprien Caddeo trouve que « Sans recul politique sur l’imaginaire qu’il convoque, Athena sacrifie tout à l’esthétique. (...) Si certains fantasment une guerre civile, Romain Gavras leur en fournit, à son corps défendant, les images ».
Pour Contre Attaque, « la seule idée qu’on retient, c’est que la révolte est illégitime, absurde, elle ne sert à rien. Rien ne différencie ce propos des délires de l’extrême droite sur une «France Orange Mécanique» ou un prétendu «ensauvagement». Cet imaginaire toxique, déjà imposé par les médias depuis des années. Rien n’émerge de ce film, sinon du cynisme, du dégoût. »

#### À l'international
Sorti dans le monde entier grâce à un partenariat avec la plateforme Netflix, le film est mieux accueilli à l'étranger, où les films français de banlieues sont généralement méconnus et vus d'une manière dépolitisée[réf. nécessaire], moins « à chaud », et totalise une note moyenne de 6,8/10 selon IMDB, et 84% de critiques positives (sur un total de 43) sur Rotten Tomatoes et 69 % de critiques positives du côté du public.
Ainsi, The Hollywood Reporter parle d'un film virtuose, avec un lyrisme rare, et un aspect presque liturgique, tandis que Peter Debruge, critique de Variety choisit Athena dans les meilleurs films de l'année 2022. Tara Brady, du The Irish Times, lui donne une note de 100/100 et déclare que le film est plus immense que le classique du genre, La Haine. Barry Hertz, de The Globe and Mail, annonce que le film est le plus excitant de l'année.
Rolling Stone annonce que le film est « le genre de travail expérientiel[Quoi ?] , éviscérant et quasi visionnaire qui restaure votre foi en ce que les gens peuvent faire avec des caméras de cinéma, la passion et la narration ».
Metacritic le note à 72 % de critiques favorables parmi les critiques d'art.

## Musique
- Gun salute de Kaaris
- Sort le cross volé de Jul
- Dead ça de Hornet La Frappe
- Mauvaise graine de Nekfeu
- Le monde est a moi de Passi ft. Akhenaton
- Imagine de Fonky Family
- Assurance vie de Alonzo
- Maladie de Lacrim ft. Soolking
- Jeux dangereux de Gazo
- Incompris de Kalash Criminel
- Monégasque de PLK
- Paradise again de Swedish House Mafia
- Disco maghreb de DJ Snake
- Les pieds devant le D de Hayce Lemsi ft. Volts Face & Hooss
- Médicis de Médine

## Making-of
Netflix diffuse également un making-of de 37 minutes sur la production et le tournage du film. Romain Gavras y explique qu'il a pensé ce film comme une tragédie grecque ce qui a conduit au tournage en plans séquences. Ne pouvant compter sur le rythme du montage et refusant les trucages reposant sur l'incrustation, il devait tout représenter de façon réaliste dans le tournage même des plans séquences comme l'usage abondant de la pyrotechnie, les tirs de flash-ball ou les cascades.

## Distinctions

### Récompenses et nomination
- Prix ARCA CinemaGiovani : récompensé[31]
- Prix de l'UNICEF du meilleur film : récompensé[31]
- Lion d'or : nommé[31]

### Sélection
- Mostra de Venise 2022 : sélection officielle[31]